# Ýewgeniý Naboýçenko
Ýewgeniý Wiktorowiç Naboýçenko, ros. Евгений Викторович Набойченко, Jewgienij Wiktorowicz Nabojczienko (ur. 17 maja 1970 w Aszchabadzie, Turkmeńska SRR) – turkmeński piłkarz pochodzenia ukraińskiego, grający na pozycji bramkarza, trener piłkarski. Posiada też obywatelstwo kazachskie.

## Kariera piłkarska

### Kariera klubowa
W 1990 rozpoczął karierę piłkarską w klubie Köpetdag Aszchabad. Latem 1999 wyjechał do Kazachstanu, gdzie został piłkarzem Kajratu Ałmaty. W 2007 przeszedł do Megasportu Ałmaty. W 2009 zasilił skład Lokomotiwu Astana, w którym zakończył karierę piłkarza.

### Kariera reprezentacyjna
W latach 1997-2004 bronił barw reprezentacji Turkmenistanu.

## Kariera trenerska
Po zakończeniu kariery piłkarza rozpoczął pracę szkoleniowca. W 2009 został zaproszony do sztabu szkoleniowego klubu Lokomotiwu Astana, który potem zmienił nazwę na FK Astana. W latach 2012-2015 pomagał trenować bramkarzy FK Aktöbe. Od 2016 ponownie pomaga trenować bramkarzy FK Astana.

## Sukcesy i odznaczenia

### Sukcesy piłkarskie
Köpetdag Aszchabad
- mistrz Turkmenistanu: 1992, 1993, 1994, 1995, 1997/98
- wicemistrz Turkmenistanu: 1996, 1998/99
- zdobywca Pucharu Turkmenistanu: 1993, 1994, 1997, 1998/99
- finalista Pucharu Turkmenistanu: 1995

Kajrat Ałmaty
- mistrz Kazachstanu: 2004
- brązowy medalista Mistrzostw Kazachstanu: 1999, 2005
- finalista Pucharu Kazachstanu: 1999/00, 2001, 2003
- finalista Pucharu Kazachstanu: 2004, 2005

Lokomotiw Astana
- wicemistrz Kazachstanu: 2009